# Zuckerfabrik Desbassayns

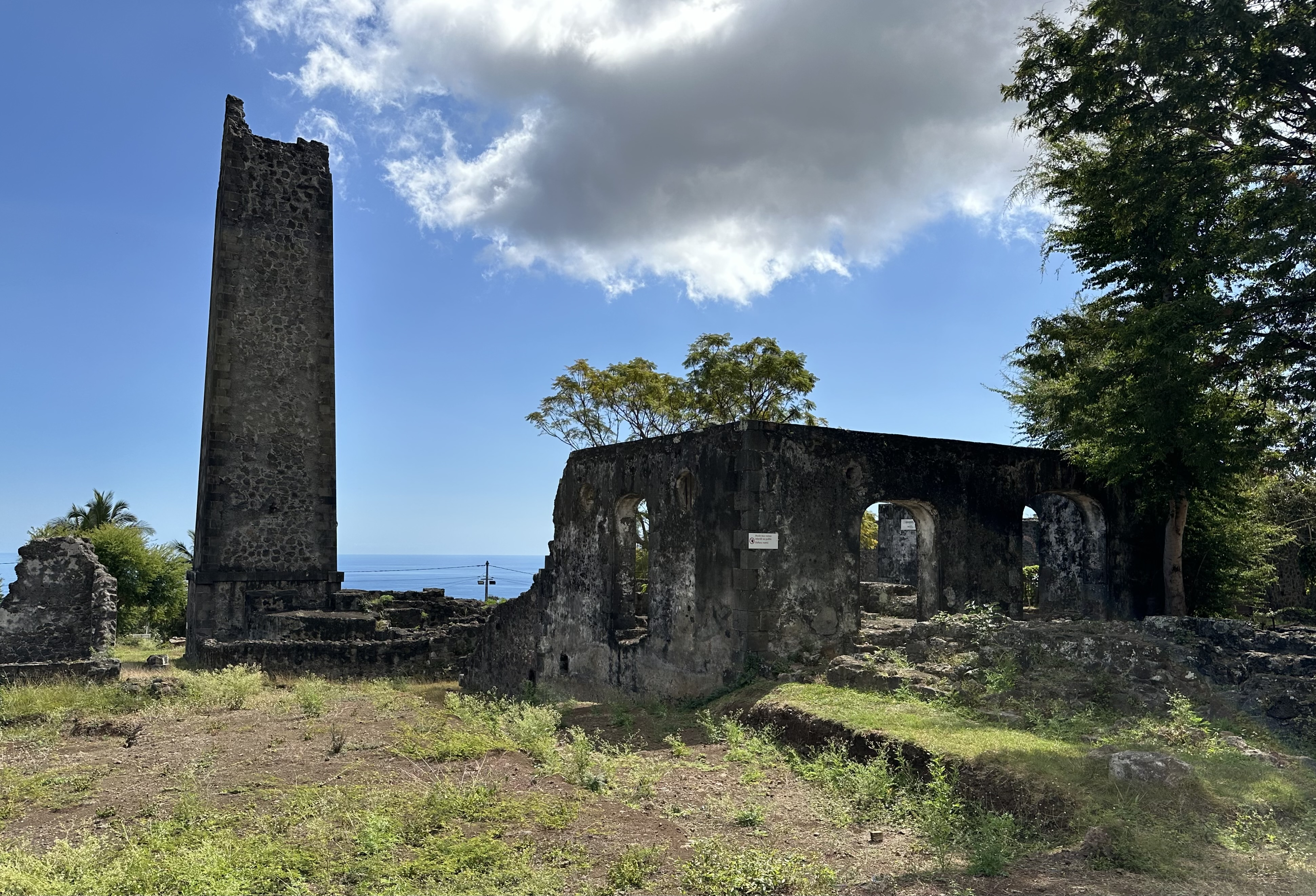
Alte Zuckerfabrik, 2024

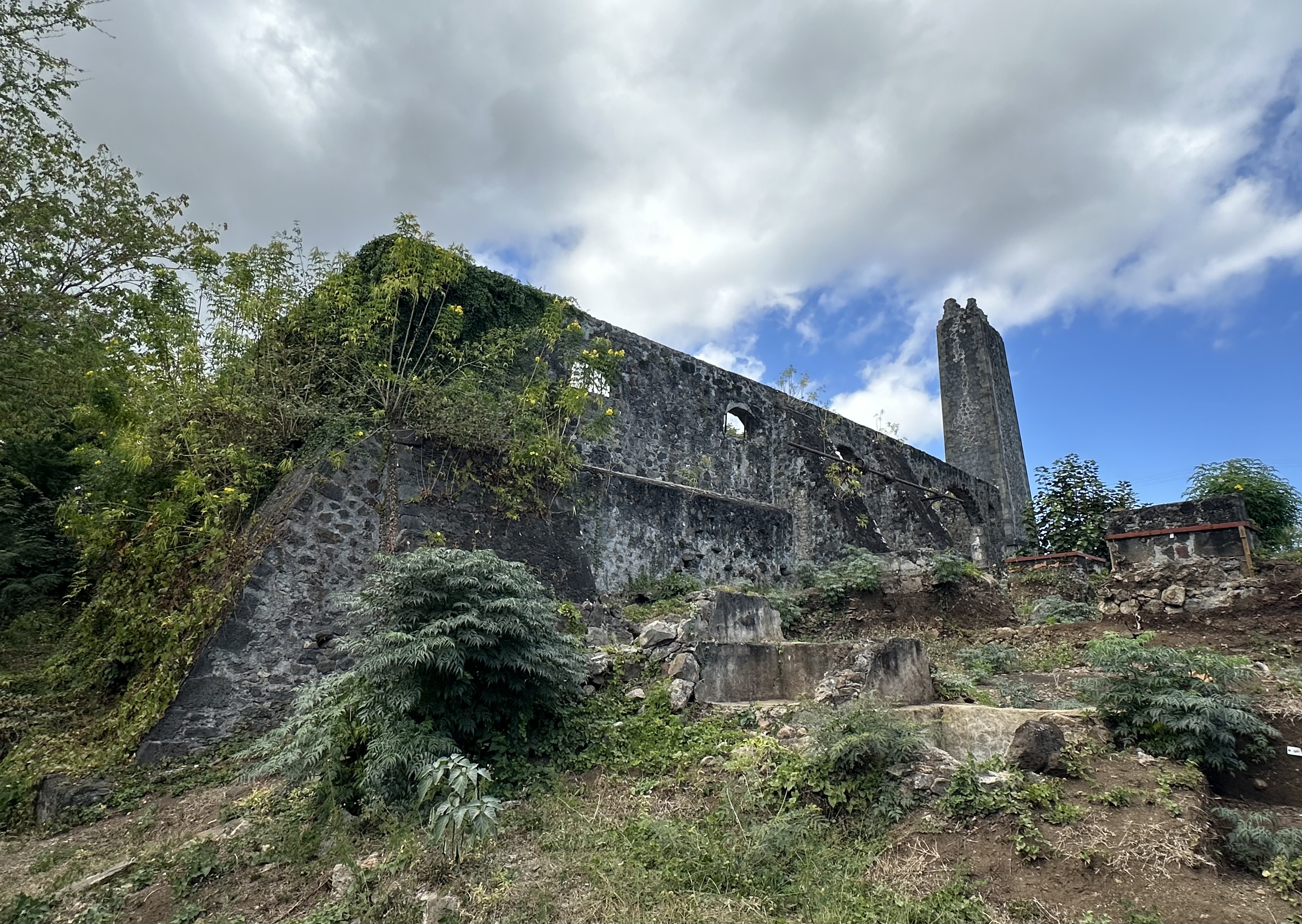
Blick von Nordwesten

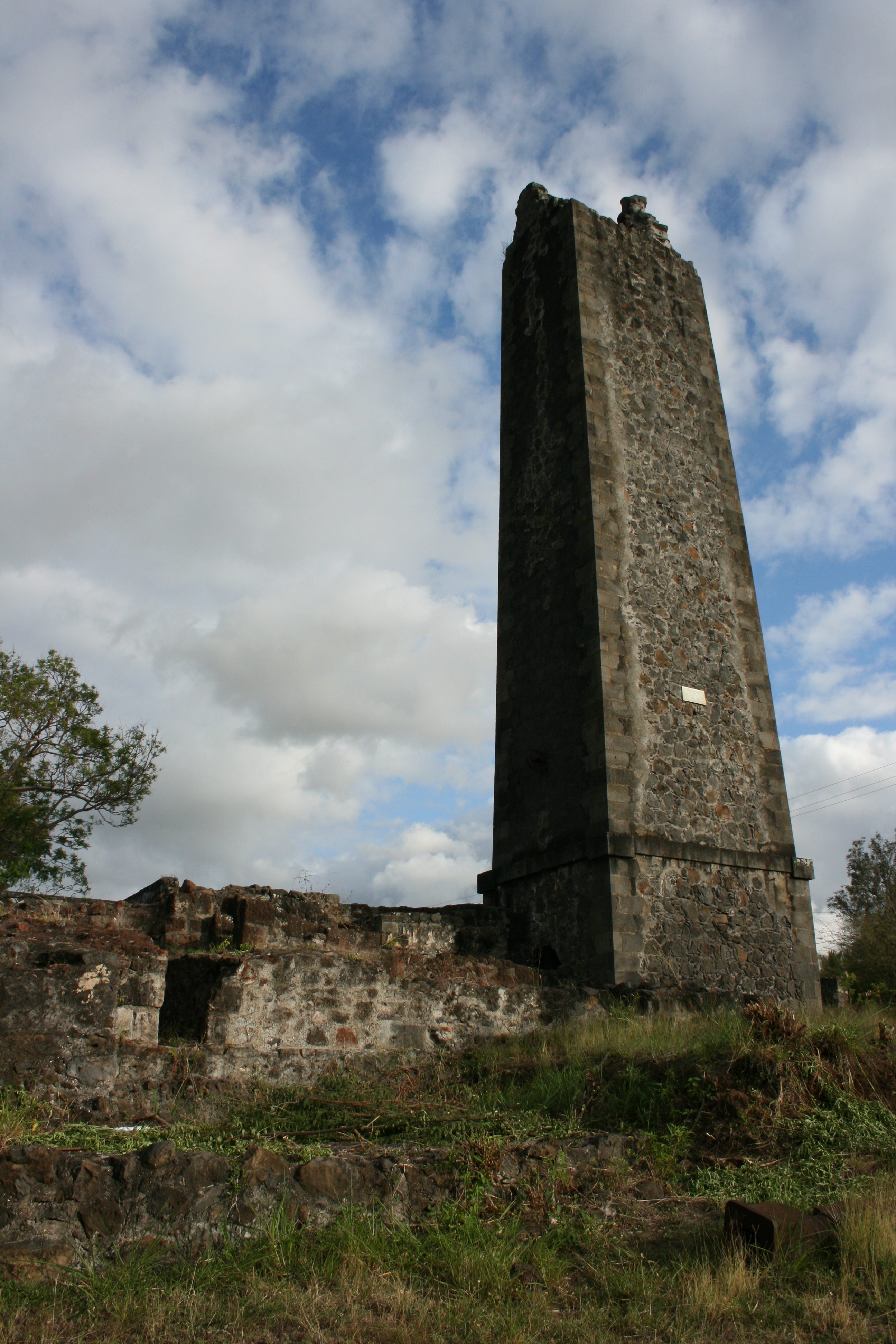
Schornstein, 2010

Die Zuckerfabrik Desbassayns (französisch Usine sucrière Desbassayns) ist die denkmalgeschützte Ruine einer Zuckerfabrik in der Gemeinde Saint-Paul auf der im Indischen Ozean gelegenen französischen Insel Réunion.

## Lage
Die Zuckerfabrik befindet sich im westlichen Teil der Insel in Villèle nahe bei Saint-Gilles-les-Hauts im südlichen Teil des Geländes des Musée de Villèle.

## Architektur und Geschichte
1824 veranlasste die Eigentümerin der angrenzenden Plantage, Ombline Desbassayns, den Bau der Zuckerfabrik, die einen Modellcharakter haben sollte und moderne Herstellungsprozesse berücksichtigte. Die Plantage wurde zu einem erheblichen Anteil auf Zuckerrohr umgestellt. Beraten wurde sie dabei von ihren Söhnen Joseph (1780–1850) und Charles (1782–1863) sowie in den 1830er Jahren von dem Ingenieur Joseph-Martial Wetzell (1793–1857). 1827 war die Fabrik fertiggestellt und verfügte über einen Dampfkessel und Maschinen, die aus England, vor allem aus Liverpool importiert worden waren. Auf den Resten einer der Maschinen ist noch heute als Hersteller Fawcett & Cie zu erkennen. In der Nähe der Fabrik befand sich das von den Sklaven bewohnte Dorf mit seinen Strohhütten. Die Sklaverei wurde 1848 abgeschafft.
Nach dem Tod der Gründerin übernahm ihr Sohn Julien, später ihr Sohn Charles André Panon-Desbassayns die Fabrik, 1855 dann ihr Neffe Henri Frédéric de Villèle. Sein Enkel Frédéric de Villèle war schließlich der letzte Eigentümer.
Die Fabrik war bis 1918 in Betrieb und wurde in dieser Zeit fortlaufend umgebaut und auch erweitert. Der noch heute bestehende Schornstein wurde 1888 errichtet. 1918 wurde sie zugunsten der Zuckerfabrik in L’Éperon geschlossen und schließlich 1920 ganz aufgegeben. Ein größerer Teil der Fabrikeinrichtungen wurde demontiert und in die Fabrik in L’Éperon gebracht. Nachdem die Fabrik bereits mehrere Jahre stillgelegt war, wurde sie 1932 durch einen Zyklon zum Teil zerstört. Dabei wurde auch der obere Teil des Schornsteins beschädigt. Ein Wiederaufbau erfolgte nicht, so dass sich das Areal noch heute als Ruine präsentiert.
Am Objekt lassen sich die verschiedenen Produktionsprozesse, wie das Zerkleinern des Zuckerrohrs, das Kochen des Zuckerrohrsaftes bis hin zur Kristallisation des Zuckers ablesen. Die Ruine gehört heute zum Areal des Museums.
2019 wurde die Ruine als Monument historique ausgewiesen.